# Baden (wijnstreek)

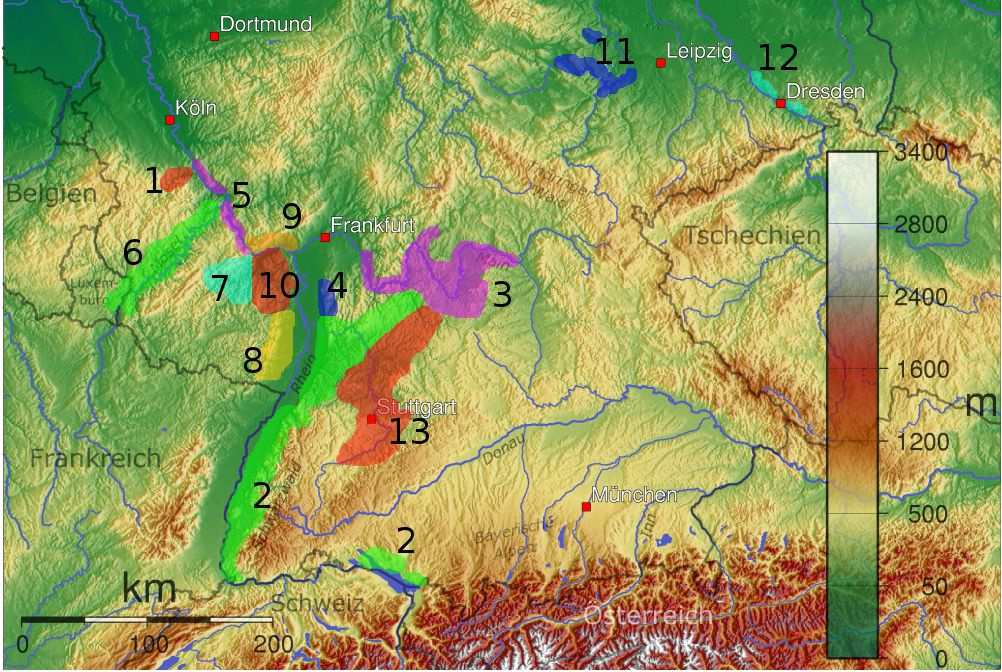
De wijnstreek Baden zijn de nummers 2 op de kaart.

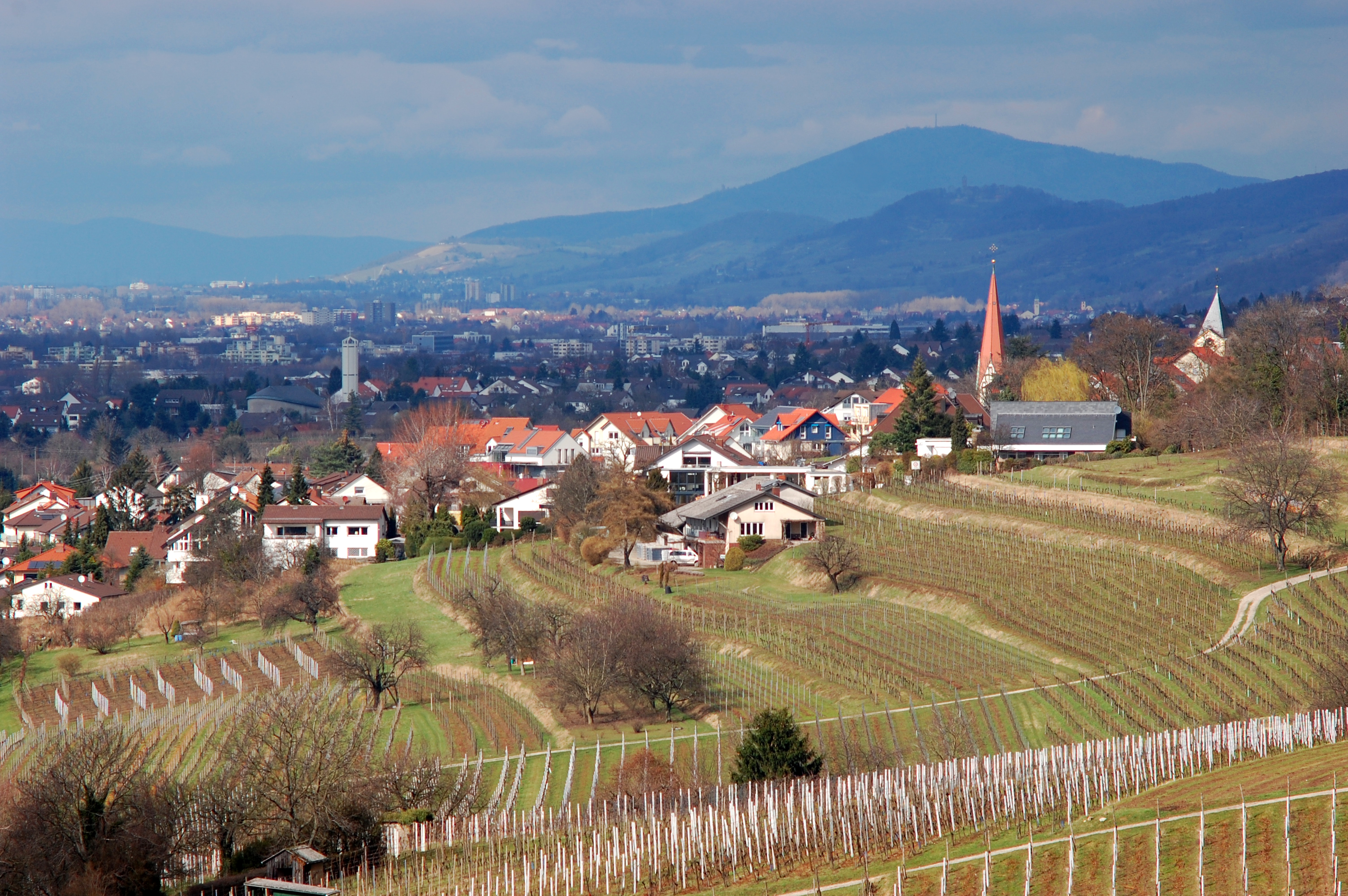
Wijngaarden in de Badische Bergstrasse.

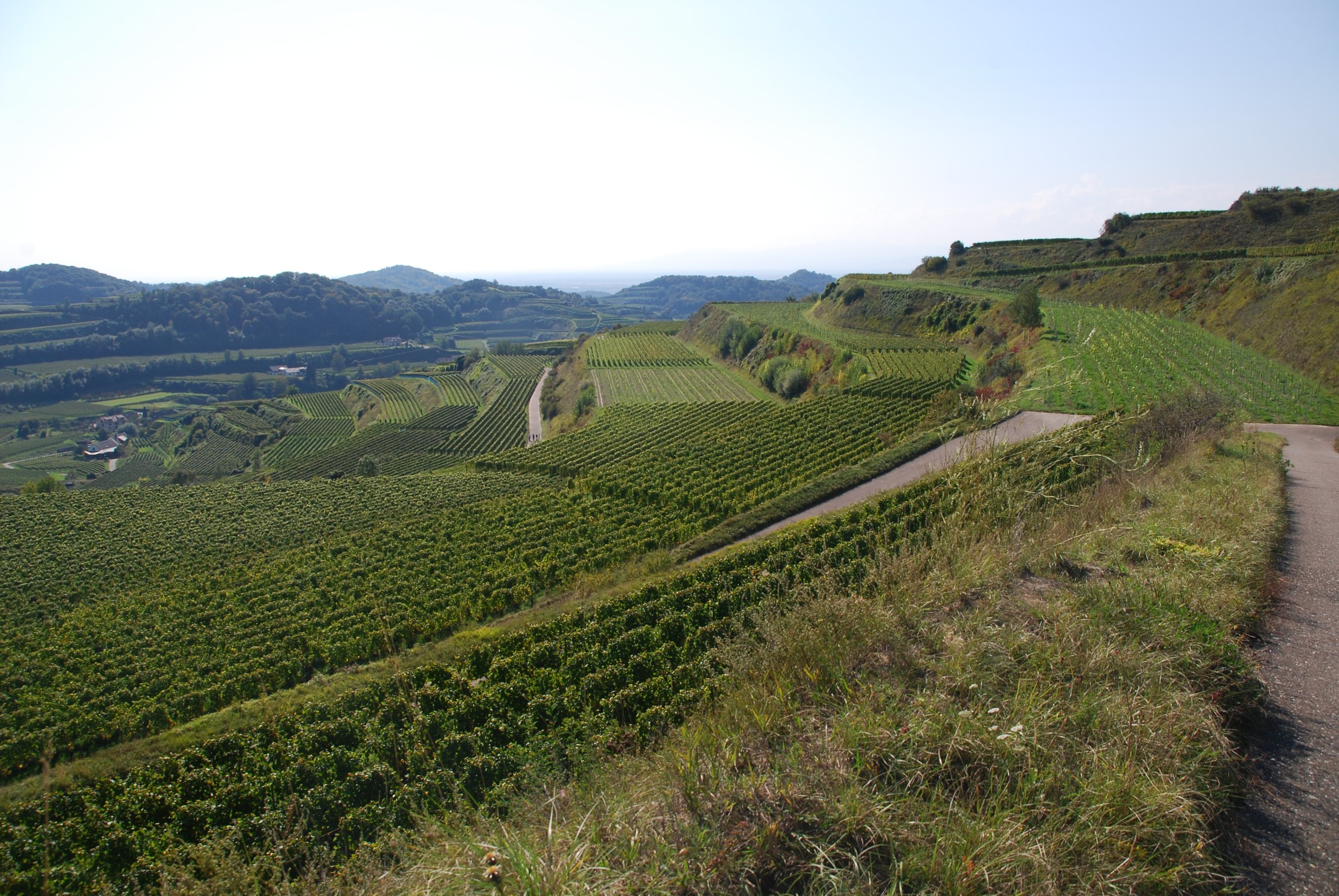
Typische terrasvorming op de Kaiserstuhl.

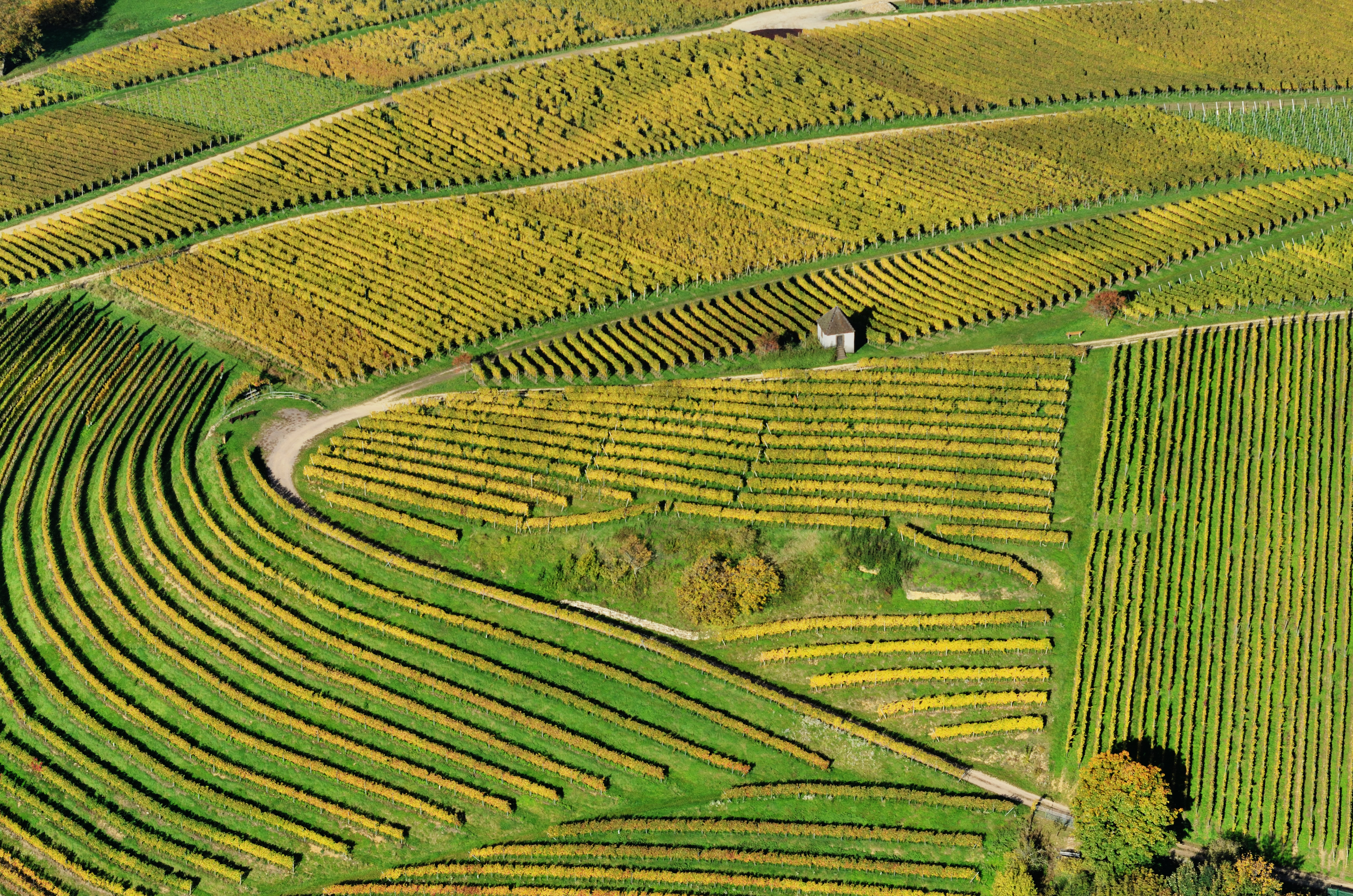
Luchtfoto van wijngaarden in het Markgräflerland.

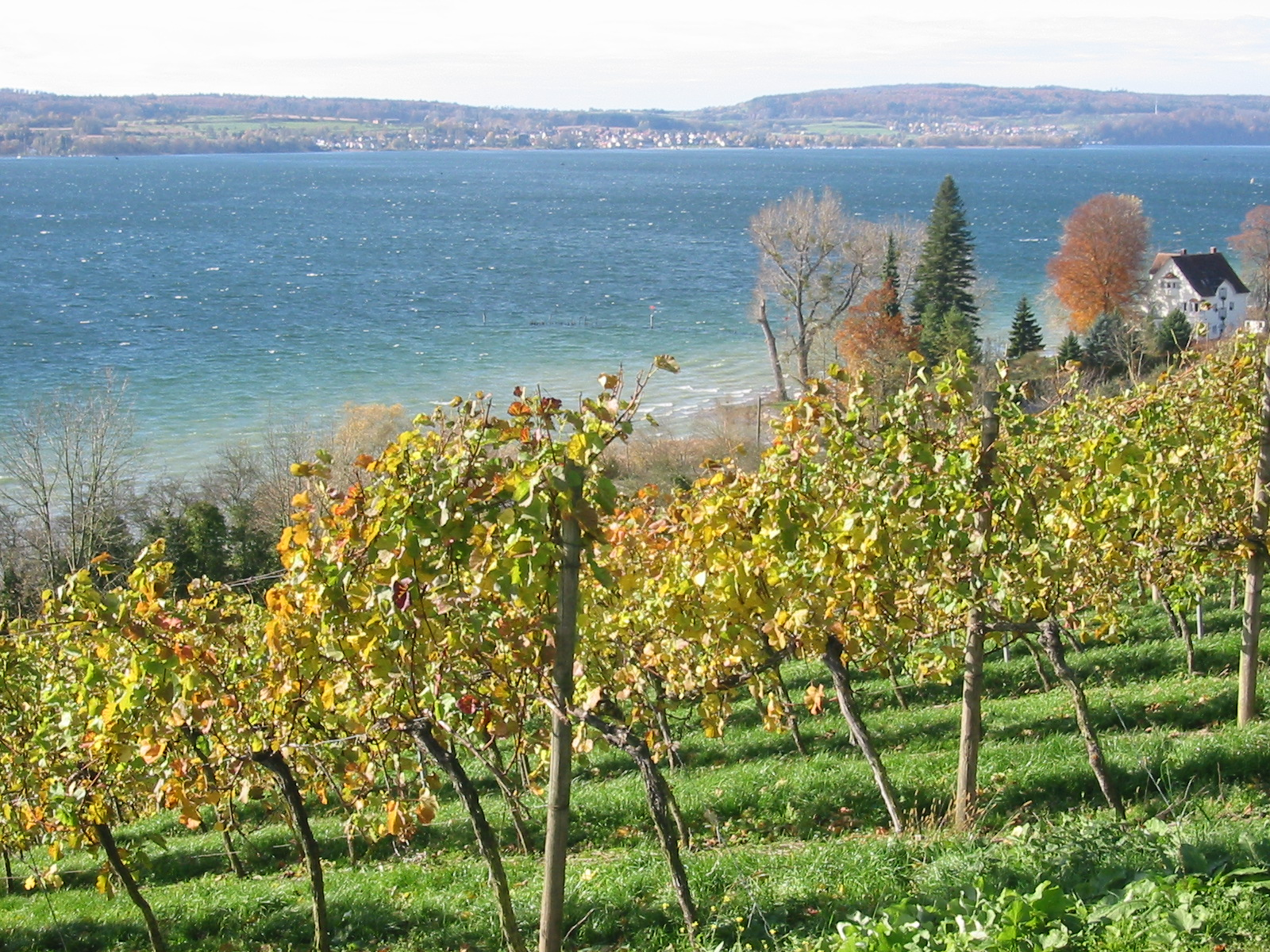
Wijnbouw aan de Bodensee.

Baden is een wijnstreek die genoemd is naar de gelijknamige regio Baden in Duitsland dat zich over een lengte van 400 kilometer uitstrekt. Het zuidelijke deel ligt parallel aan de Franse Elzas, aan de oostzijde van de Rijn, beginnend bij de Zwitserse grens tot de stad Baden-Baden. 

Het noordelijke deel gaat verder omhoog vanaf Karlsruhe - en dan afbuigend naar het noordoosten - tot en met de rivier de Tauber bij de wijnstreek Franken. Dit noordelijke deel grenst in het oosten aan de wijnstreek Württemberg. 
Grote steden in dit gebied zijn verder Freiburg im Breisgau en Heidelberg.
Verder wordt er nog een klein areaal aan wijngaarden in het zuiden bij de Bodensee tot dit wijngebied gerekend. Grote stad is daar Konstanz.
De 9 Bereiche met 15 Großlagen en 315 Einzellagen beslaan 16.000 hectare aan wijngaarden en zijn goed voor een jaaropbrengst van ruim 1 miljoen hectoliter wijn. Hiermee staat Baden in het land op de derde plaats betreft productievolume.

## Diversiteit regio’s
De “Bereiche” of subregio’s van deze wijnbouwstreek vertegenwoordigen een dermate uitgestrekt gebied dat zij zeer verschillend zijn in bodem, microklimaat en uiteindelijk het karakter van de wijn. Gemeenschappelijk is het kenmerk dat het er gemiddeld vrij warm is. Baden is dan ook het enige wijndistrict van Duitsland dat in de Europese wijnzone “B” is ingedeeld.
In de bodem is tertiair kalk, mergel, vulkanisch gesteente en wat koper te vinden.
Een bijzondere wijn uit de streek is de “Badisch Rotgold” die ook wel “Badischer Rotling” wordt genoemd. Het is een roséwijn die gemaakt is van bijna gelijke delen Grauer Burgunder en Spätburgunder. De wijn kan enigszins vergeleken worden met “Schillerwein”.

### Zuidelijke regio
Ten zuiden van Straatsburg ligt de Kaiserstuhl waar wijn verbouwd wordt op bijzondere terrasvormige vulkanische hellingen. Een groter aandeel van de wijnboeren werken in een coöperatie (Winzergenossenschaften), maar er zijn nog zelfstandig werkende wijnboeren die hoogwaardige wijn produceren.
De Kaiserstuhl is de warmste plek van Duitsland. Op de bodem van onder meer löss groeien onder andere de druivenvariëteiten: Riesling, Silvaner, Spätburgunder, Grauer Burgunder, Weissburgunder en Gewürztraminer.
De overige subregio’s in het zuiden zijn, Breisgau, Tuniberg en Ortenau. 

Markgräflerland dat het meest zuidelijk ligt brengt de "Markgräfler Wein" voort. Deze wordt gemaakt van de uit Zwitserland afkomstige druif Gutedel waarmee 40% van de wijngaarden zijn beplant. Spätburgunder is er de tweede belangrijke druif met 30% van het areaal.

### Noordelijke regio
Ook in de noordelijke delen van Baden is het warm en zonnig. In de Badische Weinstraße, Tauberfranken en Kraichgau groeit voornamelijk de Müller-Thurgau hier Rivaner genoemd, Riesling en Schwarzriesling.

### Bodensee
Aan de noordwestzijde van de Bodensee liggen nog een aantal wijngaarden die tot de wijnstreek Baden gerekend wordt. Echter, de wat zuidoostelijker gelegen wijngaarden behoren weer tot het wijndistrict Württemberg.